# Province de Pise
La province de Pise dont la capitale provinciale est Pise est l'une des dix provinces italiennes de la Toscane dans le centre du pays. Elle s'étend dans la plaine alluviale de l'Arno, dans l'ouest de la Toscane et borde la mer Ligure.
Elles jouxte au nord la province de Lucques, à l'est celles de Florence et de Sienne, au sud celle de Grosseto et à l'ouest celle de Livourne.
Le drapeau de la Province de Pise (Provincia di Pisa) est jaune avec un aigle noir en son centre.

## Histoire
La province actuelle dérive de l'ancien Compartimento di Pisa (it) , une subdivision administrative grand-ducale, qui comprenait pour la plupart les territoires qui faisaient partie de la République maritime de Pise. Avec l'annexion florentine, Pise et son territoire prirent le nom de « Province de Pisan », intégrant également toute la partie du Volterrano et l'enclave de Castiglione della Pescaia et l'île de Giglio. Cette situation est restée presque inchangée jusqu'en 1766 et les réformes administratives ultérieures de Pietro Leopoldo, jusqu'à ce qu'après la période napoléonienne le gouvernement lorrain, avec la loi du 20 novembre 1849, établisse les différentes provinces, dont celle de Pise.
En 1861, il revendique sans succès la totalité de la Versilia et d'autres communes. En 1925, les communes de Bibbona, Campiglia Marittima, Castagneto Carducci, Cecina , Collesalvetti, Piombino, Rosignano Marittimo, Sassettaet Suvereto furent cédées à la province de Livourne ; l' île de Giglio et l'île de Giannutri furent cédées à la Province de Grosseto. Dans le même temps, les communes de Castelfranco di Sotto, Montopoli in Val d'Arno, San Miniato, Santa Croce sull'Arno et Santa Maria a Monte sont acquises par la province de Florence.
En 1938, la commune de Castellina Marittima acheta une petite partie du territoire de la commune de Cecina, partie de la province de Livourne, à laquelle elle avait été attribuée en raison d'une erreur administrative.

## Nature
- Marais de Fucecchio
- Parc naturel de Migliarino-San Rossore-Massaciuccoli
- Area naturale protetta di interesse locale Monte Castellare (it)

## Archéologie
- Le Parc archéologique de Santa Maria a Monte
- Le Tumulus du Prince étrusque (VIIe siècle av. J.-C.)
- Les Thermes de Néron (Ier siècle)
- La Grotte du Lion (occupation dès le Paléolithique supérieur)

## Culture
- Le Camposanto monumentale (XIIIe siècle)
- Le Palazzo Viti à Volterra (XVIe siècle)
- La Chartreuse de Pise (XIVe siècle)
- Le Musée des bateaux antiques de Pise dans l'Arsenali Medicei
- Le Musée des Œuvres du Duomo de Pise
- Le Musée national San Matteo
- Le Musée des sinopie
- Le Musée Guarnacci présentant la statue étrusque Ombra della sera et la Stèle de Avile Tite, à Volterra

## Tourisme

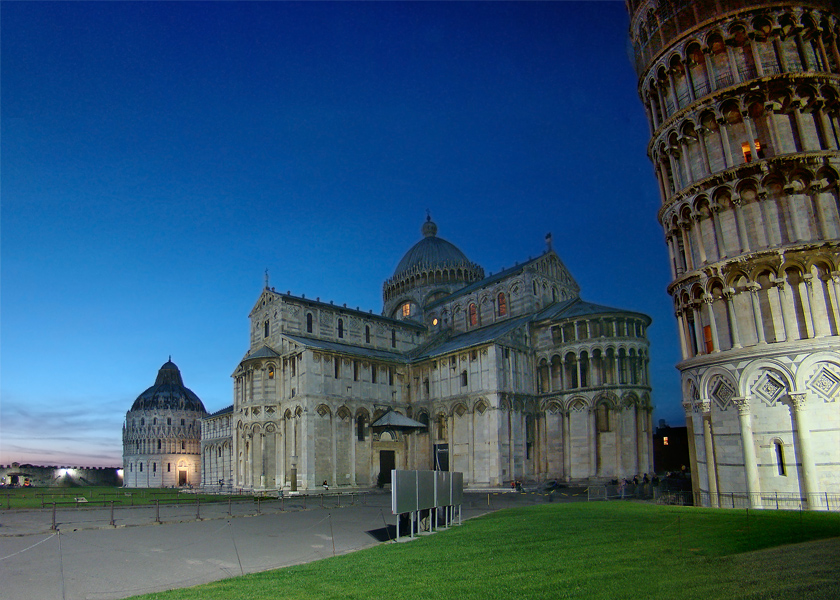
Piazza dei Miracoli (Pise).

## Administration
Les communes de la province :
| - Bientina - Buti - Calci - Calcinaia - Capannoli - Casale Marittimo - Casciana Terme Lari - Cascina - Castelfranco di Sotto - Castellina Marittima - Castelnuovo di Val di Cecina - Chianni | - Crespina - Fauglia - Guardistallo - Lajatico - Montecatini Val di Cecina - Montescudaio - Monteverdi Marittimo - Montopoli in Val d'Arno - Orciano Pisano - Palaia - Peccioli - Pise - Pomarance | - Ponsacco - Pontedera - Riparbella - San Giuliano Terme - San Miniato - Santa Croce sull'Arno - Santa Luce - Santa Maria a Monte - Terricciola - Vecchiano - Vicopisano - Volterra |